# Sunset Boulevard (musikal)

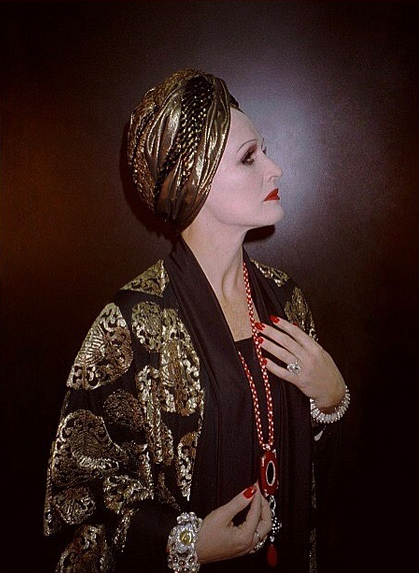
Glenn Close backstage under genrep för Sunset Boulevard.

Sunset Boulevard är en musikal av Andrew Lloyd Webber med text av Don Black och Christopher Hampton. Den bygger på filmen med samma namn från 1950, i regi av Billy Wilder och med Gloria Swanson i huvudrollen.
Lloyd Webbers musikal hade premiär på Adelphi Theatre i London den 25 augusti 1993, med Patti LuPone och Daniel Benzali, i regi av Trevor Nunn.
Musikalen handlar om en slocknad stjärna från stumfilmstiden, Norma Desmond, som lever på sina minnen, i sitt hus vid Sunset Boulevard i Hollywood, och drömmer om en stor come-back.
Till Broadway kom musikalen 1994 och sattes upp på Minskoff Theater med premiär den 17 november med Glenn Close och Alan Campbell. Den gick i 977 föreställningar och erhöll flera Tony Awards, bland annat som bästa musikal 1995.
Musikalen hade skandinavienpremiär på Värmlandsoperan i Karlstad i september 2009.
På hösten 2010 samt våren 2011 spelades musikalen på GöteborgsOperan i Göteborg med Gunilla Backman som Norma Desmond.